# Sceloporus vandenburgianus
Sceloporus vandenburgianus är en ödleart som beskrevs av  Cope 1896. Sceloporus vandenburgianus ingår i släktet Sceloporus och familjen Phrynosomatidae. Inga underarter finns listade i Catalogue of Life.
Denna ödla förekommer med flera från varandra skilda populationer i Kalifornien och norra delen av halvön Baja California (Mexiko). Arten lever i bergstrakter mellan 1900 och 3100 meter över havet. Habitatet utgörs av barrskogar och buskskogar.
Beståndet hotas regionalt av bränder. Allmänt är regionen glest bebodd. Hela populationen anses vara stabil. IUCN kategoriserar arten globalt som livskraftig.